# Pantomorus cervinus
Pantomorus cervinus is een kever uit de familie Curculionidae. De wetenschappelijke naam is voor het eerst geldig gepubliceerd in 1840 door Carl Henrik Boheman. De soort parasiteert onder andere op citrusplanten.

## Kenmerken
Volwassen kevers hebben een grijsbruine kleur; aan de zijkanten van de kever is het kleurverloop donkerder. Halverwege het lichaam loopt een korte witte streep. De dekschilden van Pantomorus cervinus zijn met elkaar volgroeid en hieronder zijn geen vleugels aanwezig. De kever heeft de gewoonte om te klimmen. Volwassen exemplaren kunnen acht millimeter lang worden.
De eieren hebben een cilindrische vorm en een lengte van 1 millimeter. Ze zijn bedekt met een witte, kleverige substantie. De larven van Pantomorus cervinus worden wanneer ze volgroeid zijn tussen de tien en twaalf millimeter lang.

## Verspreiding
Pantomorus cervinus komt voor in Australië, op een aantal eilanden in de Grote Oceaan, in Noord- en Zuid-Amerika, Zuid-Afrika, Europa en een in een aantal mediterraanse landen.